# Бланко, Карлос (писатель)
Карлос Альберто Бланко Перес (исп. Carlos Alberto Blanco Pérez; род. 7 марта 1986, Мадрид) — испанский писатель, египтолог, философ, химик, академик и бывший вундеркинд. Он является автором книг Conciencia y Mismidad, Athanasius и La integración del conocimiento. В 2015 году он был избран во Всемирную академию искусства и науки и он является членом Европейской академии Науки и искусства.

## Биография
В мае 1998 года, получив высшую оценку в курсе египетских иероглифов, предложенных Испанской ассоциацией египтологов, он был признан самым молодым египтологом в Европе и самым молодым дешифратором иероглифов в мире испанской газетой El Mundo.
В 1999 году он стал популярным в Испании благодаря своим выступлениям в Crónicas marcianas, одной из ведущих телевизионных программ того времени, где под лейблом «superdotado» (по-испански название, относящееся к высокоодаренным детям) он каждую неделю рассказывал о науке, философии, истории и политике. Был приглашен во второй раз в Египет, где у него взяли интервью для «Добрый вечер, Египет», и он отправился в Аргентину, где у него брал интервью Самуэль «Чиче» Гелблунг в Буэнос-Айресе.
Он является преподавателем Папского университета Комильяс, иезуитского института в Мадриде, где преподает философию; является одним из основателей Общества Altius, глобальной ассоциации молодых лидеров, которая организует ежегодную конференцию в Оксфорде. Он имеет докторские степени в области философии, теологии и степень магистра в области химии.

## Работы
- Disco de Phaistos: Investigaciones para una traducción bajo un punto de vista gramático e histórico" (Coslada, diciembre de 1998; registro de la propiedad intellectual 80716, 16/02/99).
- El nacimiento de la civilización egipcia (Coslada, 1999)
- «Estudio comparativo entre el desciframiento de las escrituras jeroglíficas egipcia y maya», lecture read at the Egyptian Museum of Barcelona (September, 2001)
- «El Éxodo: aspectos literarios, arqueológicos y teológicos» (Coslada, diciembre 2003; Estudios Bíblicos vol. LXII, cuad. 3).
- «Leibniz y la teoría de la relación» Thémata n. 34, 2005.
- «El concepto de creación en la teología menfita» (Coslada, 2005)
- Why Resurrection? An Introduction to the Belief in the Afterlife in Judaism and Christianity" (Pickwick, 2011)
- Philosophy and Salvation. An Essay on Wisdom, Beauty, and Love as the Goal of Life (Pickwick 2012)
  - Filosofía, Teología y el Sentido de la Historia (Fundación José Antonio de Castro, 2011)
  - God, the future, and the fundamentum of history in Wolfhart Pannenberg
  - Conciencia y Mismidad (Dykinson, 2013)
  - El Pensamiento de la Apocalíptica Judía (Trotta, 2013)
  - Leonardo da Vinci o la Tragedia de la Perfección (De Buena Tinta 2015)
  - Grandes Problemas Filosóficos (Síntesis 2015)
  - The Integration of Knowledge
  - Athanasius (DidacBook 2016), ISBN 978-84-15969-66-2
  - The role of presuppositions in the social sciences
  - La integración del conocimiento (Evohé 2018), ISBN 978-84-9483-070-9